# Crooked River (McLeod Lake)
Der Crooked River ist ein Fluss im Fraser-Fort George Regional District in der kanadischen Provinz British Columbia.

## Flusslauf
Der Crooked River bildet den Abfluss des Summit Lake. Er fließt in überwiegend nordnordwestlicher Richtung. Der British Columbia Highway 97 verläuft entlang dem Flusslauf. Der Crooked River passiert den Crooked River Provincial Park. Anschließend durchfließt er den Davie Lake. Auf seiner Wegstrecke liegen noch die kleineren Seen Redrocky Lake und Kerry Lake. Nach etwa 80 km erreicht er das Südufer des Sees McLeod Lake, welcher vom Pack River entwässert wird. Der Fluss kann mit dem Kanu oder Kajak befahren werden. Der Schwierigkeitsgrad liegt bei II. 